# Adriana Bețișor

Adriana Bețișor (n. 1986, Cuhnești, Glodeni, RSS Moldovenească, URSS, Republica Moldova) este un jurist, care a deținut funcția de procuror în Republica Moldova, din iunie 2011 până în august 2019. La data de 6 august 2019 a depus cerere de demisie din funcția de Șef adjunct al procurorului-șef al Procuraturii Anticorupție, invocând motive personale.  

## Biografie

### Educație
A absolvit Facultatea de Drept a Universității de Stat din Moldova din Chișinău, Republica Moldova, specializarea drept.

### Activitate profesională
Adriana Bețișor prin Ordinul Procurorului General al Republicii Moldova nr. 543-p din 14 iunie 2011, a fost numită în funcția de procuror în Procuratura Anticorupție, aceasta a instrumentat unele dintre cele mai răsunătoare dosare  inclusiv al fostului premier Vladimir Filat.
La data de 6 august 2019 Adriana Bețișor a plecat din organele procuraturii ale Republicii Moldova, prin depunerea cererii de demisie din propria inițiativă, invocând motive personale,  asta după ce, șeful Procuraturii Anticorupție, Viorel Morari, și-a dat demisia, în continuare interimatul acestei funcții a fost asigurat de către Adriana Bețișor, până la suplinirea funcției de Procuror-șef al Procuraturii Anticorupție prin concurs, însă la scurt timp, dânsa a demisionat din această funcție. 

### Reacții
Deputatul Parlamentului Republicii Moldova, Maria Ciobanu, din partea Blocului electoral „ACUM Platforma DA și PAS” a comentat demisia procurorului prin intermediul rețelei de socializare Facebook: 
„”—Poți să te grăbești să demisionezi din proprie inițiativă, poți chiar să o șterpelești din țară, dar nu vei putea fugi de tine, Adriana Bețișor! Prea multe ticăloșenii ai reușit să faci în puținii ani de procuroră, de fapt, judecătoare, deoarece hotărârile judecătorești ți le ticluiai tot tu... Ai fost doi în unu, ai adunat averi pentru ani mulți, dar nu te vei putea bucura de ele, deoarece înțelepciunea populară spune că ce vine pe apă, pe apă se duce... Nu te prea relaxa, Bețișor fermecat al lui Plahotniuc, întrucât pentru viețile distruse vei da seamă! Cu siguranță!